# Praia da Colónia Açoriana
A Praia da Colónia Açoriana é uma praia do Arquipélago de São Tomé e Príncipe, localiza-se a Este da ilha de São Tomé entre a Praia Micondo e o Ilhéu Catarino, junto à localidade Colónia Açoriana e à localidade de Santa Sicília, na foz da Ribeira Afonso.